# Saint-Georges-sur-Baulche
Pour les articles homonymes, voir Saint-Georges et Bauche (homonymie).
Saint-Georges-sur-Baulche est une commune française située près d'Auxerre dans le département de l'Yonne en région Bourgogne-Franche-Comté.

## Géographie
Saint-Georges-sur-Baulche fait partie de l'agglomération d'Auxerre, c'est une commune membre de la communauté d'agglomération de l'Auxerrois. Elle fait partie de la grande ville d'Auxerre.

### Héraldique
| Armes de Saint-Georges-sur-Baulche | La commune de Saint-Georges-sur-Baulche porte : De sinople à la fasce ondée d'argent, sur le tout un Saint George du même nimbé d'or, portant d'argent à la croix de gueules, monté sur son cheval aussi d'argent et terrassant de sa lance aussi d'or un dragon de sable armé, lampassé et allumé de gueules; le tout accompagné à dextre d'une crosse abbatiale aussi d'or. |

### Communes limitrophes
Les communes limitrophes sont Perrigny, Auxerre, Charbuy et Villefargeau.

### Climat
Pour des articles plus généraux, voir Climat de la Bourgogne-Franche-Comté et Climat de l'Yonne.
En 2010, le climat de la commune est de type climat océanique dégradé des plaines du Centre et du Nord, selon une étude du Centre national de la recherche scientifique s'appuyant sur une série de données couvrant la période 1971-2000. En 2020, Météo-France publie une typologie des climats de la France métropolitaine dans laquelle la commune est exposée à un climat océanique altéré et est dans la région climatique  Lorraine, plateau de Langres, Morvan, caractérisée par un hiver rude (1,5 °C), des vents modérés et des brouillards fréquents en automne et hiver. 
Pour la période 1971-2000, la température annuelle moyenne est de 11,2 °C, avec une amplitude thermique annuelle de 15,6 °C. Le cumul annuel moyen de précipitations est de 749 mm, avec 11,7 jours de précipitations en janvier et 7,7 jours en juillet. Pour la période 1991-2020, la température moyenne annuelle observée sur la station météorologique de Météo-France la plus proche, « Aillant », sur la commune de Montholon à 16 km à vol d'oiseau, est de 11,5 °C et le cumul annuel moyen de précipitations est de 727,4 mm. 
La température maximale relevée sur cette station est de 42,7 °C, atteinte le 24 juillet 2019 ; la température minimale est de −23,5 °C, atteinte le 25 février 1986,,. 
Les paramètres climatiques de la commune ont été estimés pour le milieu du siècle (2041-2070) selon différents scénarios d'émission de gaz à effet de serre à partir des nouvelles projections climatiques de référence DRIAS-2020. Ils sont consultables sur un site dédié publié par Météo-France en novembre 2022.

## Urbanisme

### Typologie
Au 1er janvier 2024, Saint-Georges-sur-Baulche est catégorisée ceinture urbaine, selon la nouvelle grille communale de densité à sept niveaux définie par l'Insee en 2022.
Elle appartient à l'unité urbaine d'Auxerre, une agglomération intra-départementale regroupant trois  communes, dont elle est une commune de la banlieue,,. Par ailleurs la commune fait partie de l'aire d'attraction d'Auxerre, dont elle est une commune de la couronne,. Cette aire, qui regroupe 104 communes, est catégorisée dans les aires de 50 000 à moins de 200 000 habitants,.

### Occupation des sols
L'occupation des sols de la commune, telle qu'elle ressort de la base de données européenne d’occupation biophysique des sols Corine Land Cover (CLC), est marquée par l'importance des territoires agricoles (54,7 % en 2018), en diminution par rapport à 1990 (59,5 %). La répartition détaillée en 2018 est la suivante : 
terres arables (26,1 %), forêts (24,8 %), zones urbanisées (20,5 %), prairies (19,3 %), zones agricoles hétérogènes (9,3 %). L'évolution de l’occupation des sols de la commune et de ses infrastructures peut être observée sur les différentes représentations cartographiques du territoire : la carte de Cassini (XVIIIe siècle), la carte d'état-major (1820-1866) et les cartes ou photos aériennes de l'IGN pour la période actuelle (1950 à aujourd'hui).

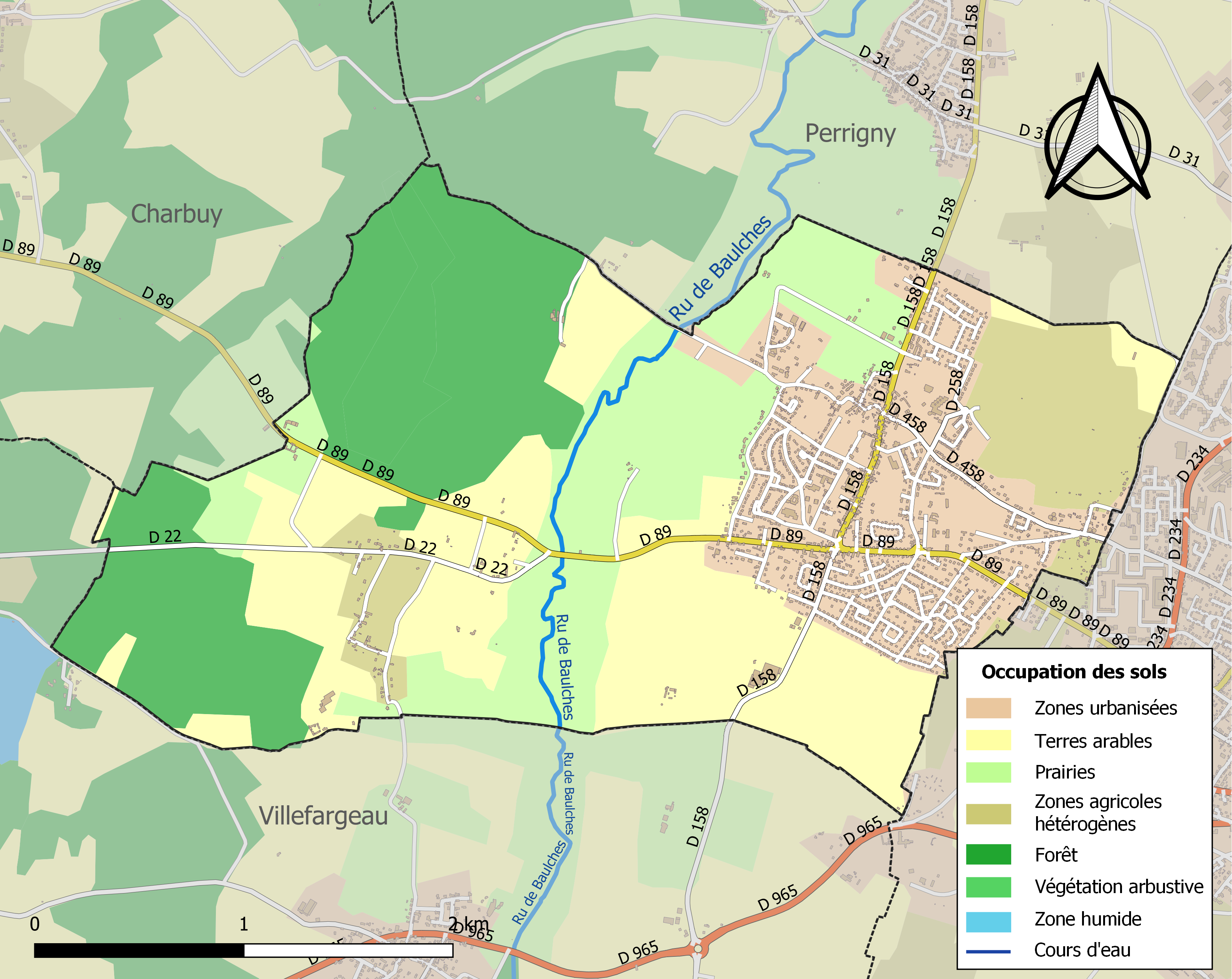
Carte des infrastructures et de l'occupation des sols de la commune en 2018 (CLC).

## Histoire
Auxerre et ses dépendances, dont Bauche, sont vendues par le comte d'Auxerre Jean IV de Chalon au roi Charles V en 1370. Les habitants ne deviennent pas français pour autant, qui se rallient au duc de Bourgogne à chaque conflit (guerre des Armagnacs contre les Bourguignons, guerres de religion). Lors de la huitième guerre de religion (1585-1598), Auxerre est contre le roi (Henri III puis Henri IV en 1589) et catholique, appartenant à la Ligue. Bauche est pris par le sieur du Halde, protestant. Il est repris au plus tard au début de 1590 par le capitaine de Montalan, dont les troupes sont subséquemment divisées entre la défense de Bauche et celle d'Auxerre. En mai ou peu après dans la même année, les renforts envoyés par le duc de Chevreuse, fils du duc de Guise, arrivent à Auxerre. Montalan veut se retirer avec ses troupes mais Auxerre ne le laisse pas partir avant qu'il n'ait rendu le château de Bauche.

## Politique et administration

### Liste des maires
| Période      | Période    | Identité                | Étiquette               | Qualité                                                                                       |
| ------------ | ---------- | ----------------------- | ----------------------- | --------------------------------------------------------------------------------------------- |
| 1945         | 1947       | Alfred (Adolphe) Vinot  |                         |                                                                                               |
| 1947         | 1949       | Paul Edmond Piedefer    |                         |                                                                                               |
| 1949         | 1953       | Maurice Lucien Chouard  |                         |                                                                                               |
| 1953         | 1955       | Paul Émile Guillaume    |                         |                                                                                               |
| 1955         | 1965       | Georges Jules Ménétrier |                         |                                                                                               |
| 1965         | 1978       | Jean-Marie Comperat     |                         |                                                                                               |
| 1978         | avril 2008 | Hubert Moissenet        | UDF-PR puis DL puis UMP | Professeur d'allemand retraité Conseiller général du canton d'Auxerre-Sud-Ouest (1988 → 2008) |
| avril 2008   | juin 2010  | Maurice Valette         |                         |                                                                                               |
| juillet 2010 | 2020       | Crescent Marault        | DVD                     | Chef d'entreprise                                                                             |
| 4 juin 2020  | En cours   | Christiane Lepeire      | Divers                  | Clerc de notaire retraitée                                                                    |

## Démographie
L'évolution du nombre d'habitants est connue à travers les recensements de la population effectués dans la commune depuis 1793. Pour les communes de moins de 10 000 habitants, une enquête de recensement portant sur toute la population est réalisée tous les cinq ans, les populations de référence des années intermédiaires étant quant à elles estimées par interpolation ou extrapolation. Pour la commune, le premier recensement exhaustif entrant dans le cadre du nouveau dispositif a été réalisé en 2007.

En 2022, la commune comptait 3 176 habitants, en évolution de −2,4 % par rapport à 2016 (Yonne : −1,95 %, France hors Mayotte : +2,11 %).
| 1793 | 1800 | 1806 | 1821 | 1831 | 1836 | 1841 | 1846 | 1851 |
| ---- | ---- | ---- | ---- | ---- | ---- | ---- | ---- | ---- |
| 479  | 489  | 525  | 472  | 588  | 570  | 570  | 626  | 661  |

| 1856 | 1861 | 1866 | 1872 | 1876 | 1881 | 1886 | 1891 | 1896 |
| ---- | ---- | ---- | ---- | ---- | ---- | ---- | ---- | ---- |
| 623  | 639  | 650  | 664  | 618  | 628  | 664  | 589  | 558  |

| 1901 | 1906 | 1911 | 1921 | 1926 | 1931 | 1936 | 1946 | 1954 |
| ---- | ---- | ---- | ---- | ---- | ---- | ---- | ---- | ---- |
| 575  | 596  | 548  | 493  | 529  | 498  | 535  | 561  | 663  |

| 1962 | 1968  | 1975  | 1982  | 1990  | 1999  | 2006  | 2007  | 2012  |
| ---- | ----- | ----- | ----- | ----- | ----- | ----- | ----- | ----- |
| 718  | 1 364 | 2 962 | 3 385 | 3 186 | 3 155 | 3 248 | 3 261 | 3 337 |

| 2017  | 2022  | - | - | - | - | - | - | - |
| ----- | ----- | - | - | - | - | - | - | - |
| 3 230 | 3 176 | - | - | - | - | - | - | - |

## Lieux et monuments
- Ville fleurie : trois fleurs.
- Tour de l'ancien moulin à vent au lieu-dit « La Montagne »
- Château de Montmercy (IMP pour handicapés et préventorium)

## Enseignement
Le collège Jean Bertin, à l'intérieur de la ville accueille 650 élèves chaque année ; il a été récemment rénové et agrandi.
Il y a également une école élémentaire de 200 élèves, ainsi qu'une petite école maternelle qui compte environ 150 élèves.

## Personnalités liées à la commune
- André Germain Poterat de Billy, aviateur, mort pour la France (17/12/1878-25/09/1917, Mance)  références: éditeur  Société Généalogique de l'Yonne, Généa-89 n° 161 premier trimestre 2019, Les Poterat de Billy par Pierre Le Clercq
- Thierry burat, chef cuisinier propriétaire d'un restaurant au Canada qui figure parmi les plus grandes tables du Québec.
- Émile Louis, chauffeur de bus.

## Pour approfondir